# دانيال كوفى اجيى
دانيال كوفى اجيى (بالإنجليزية: Daniel Kofi Agyei)‏ (1 يناير 1992 بأكرا في غانا - ) هو لاعب كرة قدم غاني في مركز الوسط. لعب مع فيورنتينا ونادي بينيفينتو ويوفي ستابيا.

## وصلات خارجية
- دانيال كوفى اجيى على موقع قاعدة بيانات كرة القدم.إي يو (الإنجليزية)
- دانيال كوفى اجيى على موقع ليكيب (الفرنسية)
- دانيال كوفى اجيى على موقع Soccerway.com (الإنجليزية)
- دانيال كوفى اجيى على موقع عالم كرة القدم.نت (الإنجليزية)